# Numeri
Das 4. Buch Mose, auf Hebräisch בְּמִדְבַּר Bəmīḏbar, „in Wüste Sinai“ oder בַּמִּדְבָּר Bamidbar, „in der Wüste“, altgriechisch Ἀριθμοί Arithmoí, deutsch ‚Zahlen‘, genannt, ist das vierte Buch des Tanachs wie auch des Alten Testaments und damit das vierte Buch der beiden Fassungen des biblischen Kanons. Die in Zitierungen häufig gebrauchte lateinische Bezeichnung ist Numeri. Es handelt vom Volk Israel in der Wüste und wurde in 36 Kapitel unterteilt, wie es sich seit dem Mittelalter etabliert hat. Zu Beginn werden auch die Zwölf Stämme Israels in ihren Zahlen nach männlichen Erwachsenen und in ihrer Ordnung angegeben.

## Namen
Das Buch heißt im Hebräischen nach den ersten Worten des Buches בַּמִּדְבָּר Bamidbar oder Bemidbar („in der Wüste“). Die Benennung nach direkten oder bedeutendsten Anfangsworten ist mit ihrer Verwendung als Parascha oder Sidra („Wochenabschnitt“) für die Lesung der Tora („Weisung, Lehre“) in der Synagoge im Judentum verknüpft. Im Lateinischen heißt es Numeri, nach dem Griechischen Αριθμοί, „Zahlen“. Die Bezeichnung ist darauf zurückzuführen, dass im ersten Teil viele Zahlenangaben enthalten sind.
Die deutsche Bezeichnung 4. Buch Mose geht vor allem auf die Bibelübersetzung Martin Luthers zurück und folgt dem sonstigen traditionellen jüdischen und kirchlichen Sprachgebrauch, der Mose als Autor benennt.
Das 4. Buch Mose ist im Original in hebräischer Sprache geschrieben und ist Teil der Tora, die hebräisch auch Chumasch oder auf Griechisch als Pentateuch bezeichnet wird. Im Deutschen spricht man auch von den „fünf Büchern Mose“. Sie bilden den ersten Teil des Tanachs und des Alten Testaments.

## Übersicht
Die Lutherbibel bietet folgende Inhaltsübersicht:
- Zählung und Marschordnung der Israeliten
- verschiedene Gesetze
- vom Sinai bis zur Grenze Kanaans
- in Moab vor dem Jordanübergang
- Wegstationen von Ägypten bis Moab
- vor dem Einmarsch ins Land Israel

## Autorschaft
Im 4. Buch Mose und auch im übrigen Pentateuch wird kein Verfasser genannt. Die deutsche Bezeichnung als die „fünf Bücher Mose“ verweist auf Mose als Autor des gesamten Pentateuchs. Diese Sichtweise wird nach wie vor vom orthodoxen Judentum sowie einem Teil der Christen vertreten.

## Wichtige Angaben und Themen
- Mose und Aaron
- zwölf Stämme Israels
- der Aaronitische Segen
- Israel in der Wüste

## Inhaltliche Zusammenfassung

### Die Vorbereitung auf die Wanderung (Kapitel 1–4)
Zu Beginn des Buches werden die Stämme der Israeliten aufgezählt und eine Volkszählung beschrieben, in der alle Männer ab 20 Jahren aufgeführt werden – es sind 603.550 Männer. Die Leviten werden nicht dazugezählt, da sie als Träger und Hüter des Heiligen Zeltes und der Bundeslade für Verteidigung und Kriegsführung nicht zur Verfügung stehen. Ihre Aufgabe wird in Kapitel 3 ausführlich beschrieben. Die Lager- und Marschordnung werden ebenfalls festgeschrieben.

### Weitere Gesetze (Kapitel 5–6)
Im weiteren Verlauf des Buches werden verschiedene Gesetze beschrieben: Es wird beschrieben, was Aussatz ist, und dass Aussätzige das Lager zu verlassen haben. Es wird beschrieben, wie bei Diebstahl und Verdacht auf Ehebruch gehandelt werden soll. Vorschriften, wie Priester und andere Menschen sich dem Dienst Gottes weihen können, werden beschrieben, wie auch der priesterliche Segen.

### Die Weihung des heiligen Zeltes (Kapitel 7–9)
Nun kehrt das Buch von den gesetzlichen Vorschriften zu der Handlung um Mose und das Volk Israel zurück. Es werden die Einweihung des Heiligtums sowie die Geschenke zur Einweihung (Gold, Silber, Opfertiere) beschrieben. Das Licht im Heiligtum wird beschrieben und die Weihung der Leviten zum Dienst sowie weitere Vorschriften zum Pessachfest.

### Der Zug durch die Wüste (Kapitel 10–12)
Gott lässt Signaltrompeten herstellen und schreibt ihre Verwendung vor, die Marschordnung wird beschrieben, und das Volk macht sich auf den Weg. Nach einiger Zeit fängt es an zu klagen, dass es kein Fleisch bekäme. Gott schickt ihnen Wachteln, an denen jedoch viele Israeliten sterben. Das Volk zieht weiter. Mirjam, Moses Schwester, lehnt sich gegen ihren Bruder auf, da er eine Ägypterin geheiratet hat. Dafür wird sie mit Aussatz bestraft, der jedoch nach einer Woche abheilt. Danach erst wandert das Volk weiter.

### Vierzig Jahre in der Wüste (Kapitel 13–15)
Kundschafter werden nach Kanaan ausgesandt. Sie berichten von einem reichen Land, das jedoch von einem starken Volk bewohnt wird. Das Volk Israel weigert sich weiterzuziehen, und Gott will sie dafür strafen. Nur durch Moses Intervention wird das Volk verschont, doch werden die Menschen des Volkes das Gelobte Land nicht sehen, sondern erst ihre Nachkommen. So zieht das Volk vierzig Jahre lang durch die Wüste, und diejenigen, die schon vorher nach Kanaan wollen, werden von den dortigen Bewohnern verjagt.
Im 15. Kapitel werden die Opfervorschriften für das Land Kanaan ergänzt, und die Menschen werden noch einmal ermahnt, Gottes Gebote zu beachten. Eine versehentliche Nichteinhaltung der Opfervorschriften kann durch Darbringung weiterer Opfer entschuldigt werden (Num 15,22 ). Bei vorsätzlicher Nichteinhaltung hingegen soll der Mensch ausgemerzt werden (Num 15,30 ). Als Beispiel wird in Num 15,32–36  von einem Mann erzählt, der am Sabbat Holz gesammelt hatte. Die Israeliten fragten Mose, was wegen des Verstoßes gegen das Sabbatgebot unternommen werden soll. Gott befahl Mose die Steinigung des Mannes, die von den Israeliten daraufhin ausgeführt wurde.

### Aufstand von Korach (Kapitel 16–17)
Korach, einer der Leviten, bringt das Volk auf seine Seite und fragt Mose, warum nur er und nicht alle heilig seien. Auch andere Männer zweifeln Moses Herrscherposition an. Mose fordert sie auf, ein Opfer zu bringen. Gott hat vor, die Israeliten für ihren Aufstand zu töten, doch wieder interveniert Mose. So lässt Gott nur eine Spalte im Erdboden öffnen, und Korach und seine Anhänger stürzen hinein.
Der Rest des Volkes opfert vor Angst vor dieser Strafe, doch dann werfen sie Aaron und Mose vor, die Bestraften umgebracht zu haben. Aaron und Mose versöhnen das Volk mit einem Rauchopfer, doch 250 Männer (Num 16,35 ) sterben unter Gottes Zorn. Mit einem Zeichen bestätigt Gott Aarons Priesteramt.

### Weitere Vorschriften für die Priester (Kapitel 18–19)
Noch einmal betont Gott Aaron gegenüber die Bedeutung seines Priesteramtes und erläutert noch einmal den Lohn, den die Priester und Leviten bei jedem Opfer erhalten und der ihr Überleben sichert. Die Herstellung des Reinigungswassers wird erläutert, das genutzt wird, um Menschen wieder rein zu machen, die durch Berührung eines Toten unrein geworden sind.

### Aarons Tod, einige Schlachten bei der Wanderung durch die Wüste (Kapitel 20–22)
Aaron und Mose klagen, weil der Herr sie in eine Wüste geführt hat, in der sie noch nicht einmal Wasser finden. Gott ist enttäuscht von Mose und Aaron, lässt aber Wasser aus einem Stein sprudeln. Doch Gott straft Aaron für seine Zweifel und lässt ihn sterben, sein Nachfolger wird Eleasar.
Den Israeliten wird versagt, durch das Land der Edomiter zu ziehen. Der König von Arad greift sie sogar an, als sie in sein Gebiet kommen, seine Armee und seine Städte werden jedoch von den Israeliten zerstört. Bei der weiteren Wanderung durch die Wüste klagen die Menschen wieder und werden von Schlangen gestraft, die Gott ihnen schickt.
Auch der Amoriterkönig lässt die Israeliten nicht durch sein Land ziehen, sondern greift sie an. Die Israeliten besiegen sie bei einer Schlacht und nehmen die Städte ein. Auch Og, den König von Baschan, tritt ihnen mit seinem Heer entgegen und wird besiegt.

### Die Geschichte von Bileam (Kapitel 22–24)
Die Moabiter und Midianiter verbünden sich unter Balak, um die Israeliten aufzuhalten. Doch Gott befiehlt Bileam, der Israel im Auftrag der beiden Völker verfluchen soll, es nicht zu verfluchen, und hält seine Eselin auf. Bileam opfert Gott, doch seine Verbündeten verlangen weiterhin, dass er die Israeliten verflucht, doch stattdessen segnet er sie drei Mal.

### Götterkult der Moabiter, zweite Volkszählung (Kapitel 25–26)
Viele der Israeliten wurden von den Moabitern zu den Opferfesten ihrer Götter eingeladen. Das Volk fiel vor ihren Göttern nieder, u. a. vor Baal-Peor. Es heißt, das habe den Zorn des Gottes Israels erregt, und er habe zur Tötung der Anführer des Volkes aufgerufen. Mose befahl, alle Verehrer Baal-Peors zu töten. Als ein Israelit eine Midianiterin mitbrachte und der Priester Pinchas beide tötete, soll er dadurch den Zorn des Gottes Israels abgewendet haben. Dann erst war die Seuche beendet, an der 24.000 Israeliten starben. Der Gott Israels soll mit Pinchas einen besonderen Bund geschlossen haben und zur Tötung der Midianiter aufgerufen haben.
Gott befiehlt eine zweite Volkszählung, bei der 601.730 Männer ab 20 Jahren gezählt werden. Außerdem gibt es 23.000 männliche Leviten. Bei der Volkszählung fällt auf, dass außer Mose nur noch Kaleb und Josua leben, die auch bei der ersten Zählung aufgekommen waren.

### Erbreihenfolge, Moses Nachfolge, Opferregelungen (Kapitel 27–30)
Nachdem die Töchter Zelofhads zu Mose gekommen waren, legte Gott eine Erbreihenfolge fest: Sind keine Söhne vorhanden, so erben die Töchter, ansonsten die Onkel oder anderen leibliche Verwandte. Da auch Mose nicht nach Kanaan darf, wird Josua als sein Nachfolger bestimmt und geweiht. Es werden noch einmal die Opferregelungen beschrieben. Die Gelübde von Frauen sind ebenso gültig wie die der Männer, falls ihr Vater oder Mann keinen Einspruch erhebt.

### Der Vernichtungskrieg gegen die Midianiter (Kapitel 31)
Gott gibt Mose die Anweisung, Rache an den Midianitern zu üben. Die Midianiter werden angegriffen und geschlagen. Danach befiehlt Mose, alle zu töten, lediglich Jungfrauen werden gefangen genommen. Die Beute der Schlacht wird auf die Stämme verteilt, und die Heerführer opfern Gott zum Dank für diesen Sieg, bei dem kein Israelit ums Leben gekommen ist. Danach enthält es rituelle Vorschriften über die Reinigung von Waffen und Gerät nach einem Völkermord.

### Vorbereitungen auf die Vertreibung der Kanaaniter und ihre spätere Ausrottung (Kapitel 32–36)
Die Stämme Ruben und Gad wollen im gerade eroberten Ostjordanland bleiben, doch sie versprechen, gemeinsam mit dem Volk Israel um weitere Gebiete zu kämpfen.
Das Volk zieht weiter durch die Wüste. Auf dieser Reise stirbt Aaron auf dem Berg Hor. Gott befiehlt den Israeliten, das Volk der Kanaaniter zu vertreiben und ihre Götterstatuen zu zerstören. Die Ausdehnung des Landes wird genau beschrieben, und per Los sollen die Gebiete aufgeteilt werden. In einigen der Städte, die die Leviten bekommen, soll Menschen, die unabsichtlich jemanden getötet haben, Unterschlupf gewährt werden, bis ihr Fall vor Gericht entschieden wird. Jeder andere Mord soll mit dem Todesurteil bestraft werden. Am Ende des 4. Buches Mose wird festgelegt, dass Grundstücke nur innerhalb eines Stammes vererbt werden dürfen.